# Кадишевський Володимир Георгійович
Володимир Георгійович Кадишевський (рос. Владимир Георгиевич Кадышевский; нар. 5 травня 1937, Москва, СРСР — пом. 24 вересня 2014, Дубна, Росія) — російський фізик-теоретик в галузі фізики елементарних частинок та квантової теорії поля, професор, академік РАН.

## Біографія
З 1946 по 1954 рр. вчився у Свердловському Суворовському воєному училищі. Після закінчення училища поступив на фізичний факультет МДУ. У 1959 р. дипломна робота Кадишевського «Про спектр мас і фундаментальну довжину в теорії поля» (науковий керівник Д. В. Ширков) отримала 1 місце і була удостоєна золотої медалі Міністерства вищої освіти СРСР на всесоюзному конкурсі студентських робіт. По закінченні університету в 1960 р. був залишений в аспірантурі МДУ.
1962 р. захистив кандидатську дисертацію і був прийнятий до лабораторії теоретичної фізики Об'єднаного інституту ядерних досліджень.
З 1970 В. Г. Кадишевський — професор фізичного факультету Московського державного університету.
У 1987–1992 рр. був директором Лабораторії теоретичної фізики ОІЯД.
У 1992–2005 рр. очолював Об'єднаний інститут ядерних досліджень (м. Дубна, Росія).
З 1 січня 2006 р. є науковим керівником цього інституту.

## Наукова діяльність
З іменем В. Г. Кадишевського пов'язано релятивістичне формулювання квантової теорії поля в квантованному просторі-часі, що задовольняє вимогам унітарності та узагальненій умові причинності. Його роботи в цій області отримали визнання та підтримку багатьох видатних вчених. В теорії внутрішньої симетрії В. Г. Кадишевським отримано ряд співвідношень для ефективних перерізів, мас та магнітних моментів адронів, що знайшли експериментальне підтвердження. Ще до появи стандартної моделі електрослабких взаємодій ним було досліджено лептон-гадронні симетрії, притаманні слабким процесам.
В. Г. Кадишевський публікує цикл робіт, присвячений коваріантному гамільтоновому формулюванню квантової теорії поля. Ним було розроблено оригінальну діаграмну техніку, яка, на відміну від відомої фейнмановської техніки, оперує з амплітудами на масовій поверхні. Застосування цього апарату до задачі про взаємодію двох релятивістських частинок дозволило скоротити число змінних та встановити тривимірне інтегральне рівняння для релятивістської амплітуди розсіювання, відоме зараз в літературі як «рівняння Кадишевського».
1983–1985 рр. керував роботами з програми DELPHI в ОІЯІД, пов'язаними з експериментами на колайдері LEP (ЦЕРН).

## Педагогічна діяльність
В. Г. Кадишевський — професор фізичного факультету Московського держуніверситету (1970). Очолює кафедру Фізика елементарних частинок на цьому факультеті. З числа його учнів вийшло 15 кандидатів та 5 докторів наук.

## Нагороди
- Премія НАН України імені М. М. Крилова (1990)
- Лауреат премії імені М. М. Боголюбова НАН України (2002)[2]
- Почесний доктор Київського університету (2004)[3], Почесний доктор Інституту теоретичної фізики ім. М. М. Боголюбова НАН України
- Премія імені М. М. Боголюбова ОІЯД (2006)
- У  2009 р. НАН України нагородила В. Г. Кадишевського «за видатні досягнення в галузі теорії елементарних частинок та квантової теорії поля» своєю найвищою відзнакою — Золотою медаллю імені В. І. Вернадського. [4]
- Золота медаль Міжнародної асоціації академій наук «За сприяння розвитку науки» (2002)
- Золота медаль «За корисні для суспільства праці» (2003)
- Кавалер ордена Дружби
- Кавалер ордена Пошани
- Кавалер ордена «За заслуги перед Вітчизною» IV ступеня.